# 人糊
人和（漢字有「人和」、「人胡」、「人糊」等寫法，但不論怎麼寫，第二字皆唸），是麻將中的一種和牌形式，指的是旁家在庄家打出第一张牌时没有和牌，但是在第一轮内和牌。
而在现行的日本麻将中，是指閒家在起手的13張牌時已經叫和，並且在自己第一次摸牌前和別人打出的第一張牌。如果在之前，有吃、碰、杠發生的話，人和不成立（抢杠且之前无吃、碰、杠的除外）。在日本麻將中屬於採用役，大部分當作是役滿，但有些地方算滿貫、倍滿，也有些地方什麼都不算，就只是一般的門前聽牌（但是仍有地和，雙立直的機會）；
除了摸牌前和別人打出的第一張牌外，也有另外一種規則是指第一巡內和牌皆屬人和，意指莊家打出牌後在一巡內和牌也算，所以有雙立直一發變成人和的可能
例：線上日麻Maru-Jan、神來也麻雀
人和同天和、地和屬於完全得靠運氣成份的役滿。